# Mery pour toujours
Pour plus de détails, voir Fiche technique et Distribution.
Mery pour toujours (Mery per sempre) est un film italien réalisé par Marco Risi, sorti en 1989.

## Fiche technique
- Titre original : Mery per sempre
- Titre français : Mery pour toujours
- Réalisation : Marco Risi
- Scénario : Stefano Rulli et Sandro Petraglia d'après le roman d'Aurelio Grimaldi
- Photographie : Mauro Marchetti
- Montage : Claudio Di Mauro
- Musique : Giancarlo Bigazzi
- Pays d'origine : Italie
- Format : Couleurs - 1,66:1 - Mono
- Genre : drame
- Durée : 102 minutes
- Date de sortie : 1989

## Distribution
- Michele Placido : Marco Terzi
- Claudio Amendola : Pietro Giancona
- Francesco Benigno : Natale Sperandeo
- Alessandra Di Sanzo : Mery
- Tony Sperandeo : Turris
- Luigi Maria Burruano

## Distinctions
- Prix Ruban d'argent 1990 :
  - Meilleur producteur : Claudio Bonivento
- Prix Ciak d'oro 1990 :
  - Meilleur film
  - Meilleure acteur : Michele Placido